# Bakwa (district)
Pour le village au Cameroun, voir Bakwa.
Bakwa est l'un des onze districts de la province de Farâh en Afghanistan.
Sa population, qui est composée entièrement de Pashtouns, est estimée à 79 529 habitants en novembre 2004.
La capitale administrative du district est Sultani Bakwa. Elle est située à une altitude de 726 m.